# Ханс Георг Куен фон Белази
Ханс Георг Куен фон Белази (на немски: Hans Georg Graf Khuen von Belasi; * 1641; † 25 август 1690) е граф от стария род Куен фон Белази в Тирол, граф на Лихтенберг, фрайхер на Нойен-Лемпах.

## Произход и наследство
Той е син на граф Максимилиан Куен фон Белази, граф на Лихтенберг, фрайхер на Нойен-Лемпах (1608 – 1647/1659) и съпругата му графиня Барбара фон Тьоринг (1619 – 1659), дъщеря на граф Ладислаус Освалд фон Тьоринг и Тенглинг цум Щайн (1566 – 1638) и фрайин Мария Катарина фон Гумпенберг († 1662).
Фамилията е издигната на имперски граф през 1640 г. и до днес живее в Южен Тирол.
Ханс Георг е последен от фамилията си, който има за резиденция дворец Лихтенбург в Тирол. Неговият син Франц Ксавер мести главната си резиденция в „палат Аугенвайдщайн“ в Инсбрук-Вилтен и Лихтенбург се ползва като лятна резиденция.

## Фамилия
Първи брак: през 1668 г. с Елеонора Куен фон Ауер (1642 – 1671/1675), дъщеря на Франц Йохан Куен фон Ауер и графиня Маргарета Трап фон Мач. Те имат една дъщеря:
- Анна Мария Куен фон Белази (* 16 август 1671, Лихтенберг; † 17 април 1735, Триент), омъжена за граф Себастиан Франц фон Лодрон-Латерано и Кастелромано († 1716)

Втори брак: през 1675 г. с графиня Мария Франциска Трап фон Мач. Те имат един син:
- Франц Ксавер Макс Антон Куен фон Белази (* 10 март 1685, Лихтенберг; † 7 септември 1761, Вилтен), женен 1713 г. за графиня Мария Анна фон Шпаур (* 4 юни 1690, Инсбрук; † 10 септември 1753, Вилтен); имат дъщеря и син